# Assemblée législative du Salvador
Pour les autres articles nationaux ou selon les autres juridictions, voir Assemblée législative.
XIVe législature
Palais législatif
L'Assemblée législative (en espagnol : Asamblea Legislativa) est le parlement monocaméral du Salvador. Elle exerce le pouvoir législatif et est composée de 60 membres — appelés « députés » — élus au suffrage universel direct à la proportionnelle pour un mandat de trois ans.

## Système électoral

### Actuel

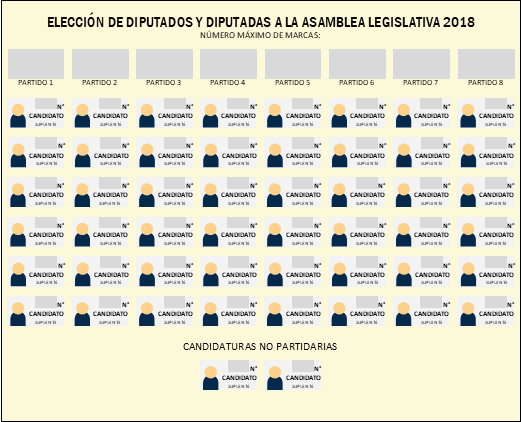
Modèle de bulletin de vote utilisé à partir de 2012

Sièges par circonscriptions dans chaque département depuis 2024.

L'Assemblée législative est composée de 60 députés élus pour trois ans au scrutin proportionnel plurinominal à listes ouvertes et au plus fort reste. Les sièges sont à pourvoir dans 14 circonscriptions plurinominales de 2 à 16 sièges correspondant aux départements du Salvador selon leur population,.
Par le biais des listes ouvertes et du panachage, l'électeur peut éventuellement répartir son choix de plusieurs manières :
1. Voter pour un parti, en cochant sa bannière en tête de liste. Son vote se répartit alors simplement à tous les candidats de la liste proposée par le parti.
2. Voter pour un parti, toujours en cochant sa bannière en tête de liste, et effectuer un vote préférentiel parmi ses candidats en cochant ceux qu'il veut voir élus. Son vote se répartit alors uniquement aux candidats qu'il aura sélectionnés dans la liste proposée par le parti.
3. Ne pas cocher de parti, et voter directement pour des candidats parmi plusieurs listes et/ou des candidats indépendants. L'électeur doit alors veiller à ce que le nombre de candidats sélectionnés n'excède pas le nombre de sièges à pourvoir dans la circonscription.

### Précèdents

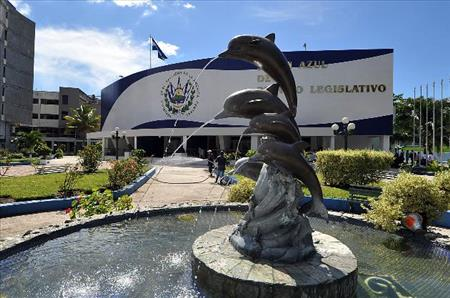
Palais législatif du Salvador.

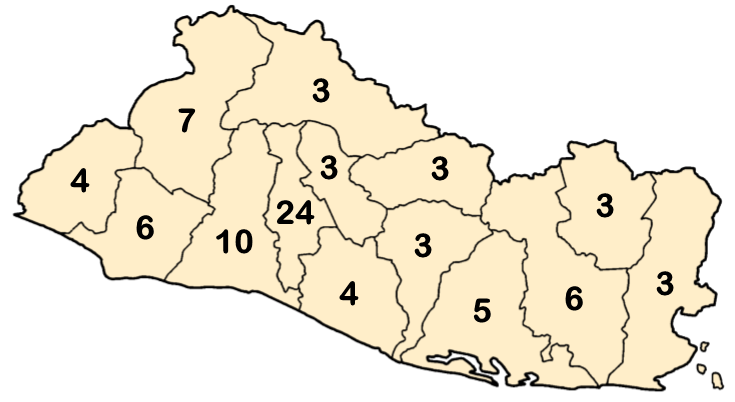
Sièges par circonscriptions jusqu'en 2024.

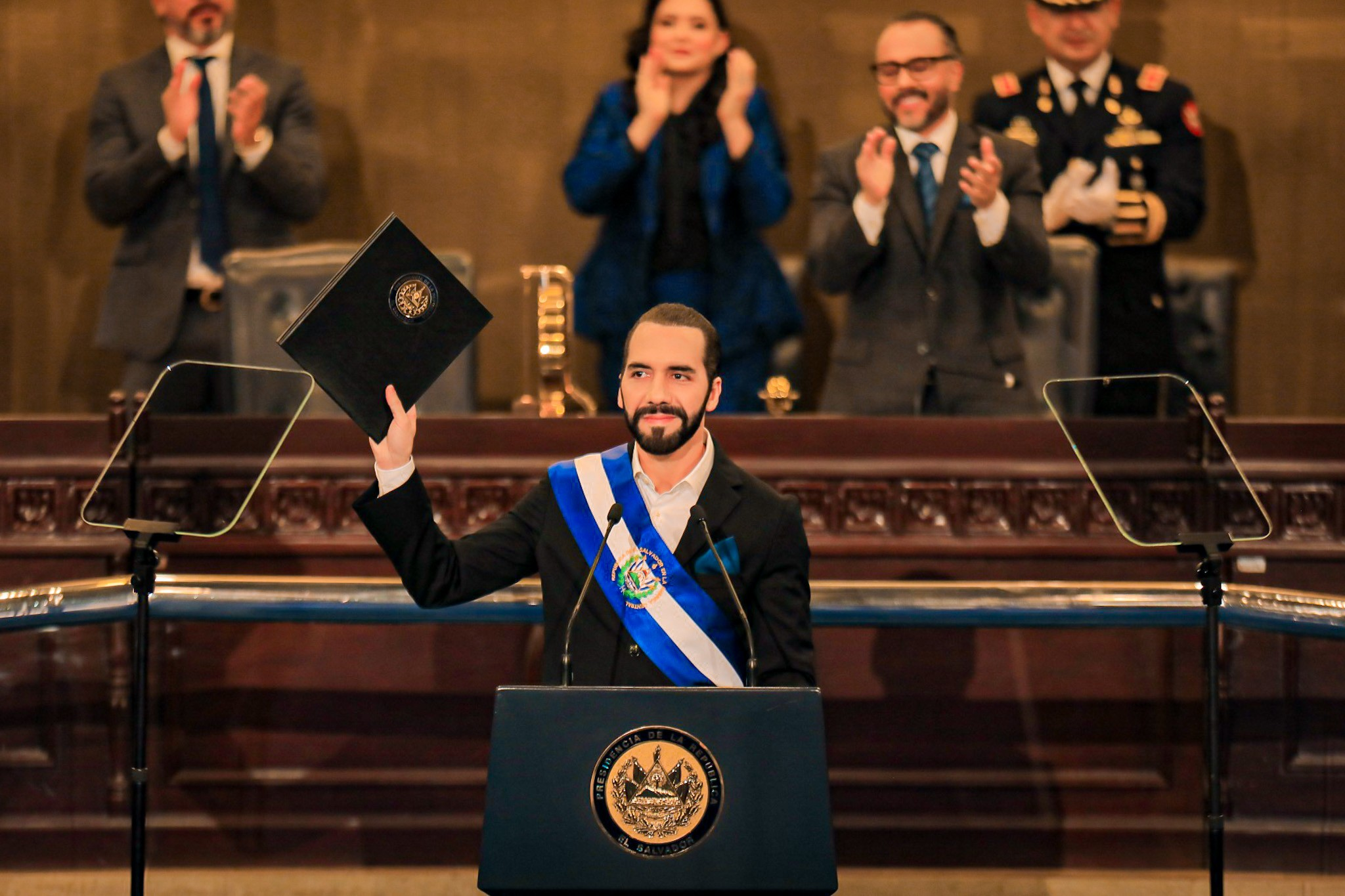
Nayib Bukele présentant à l'assemblée le projet de loi de 2023

De 1991 à 2006, l'assemblée est composée de 84 députés élus pour trois ans au scrutin proportionnel plurinominal à listes fermées réparties selon la méthode de Hare. 64 sièges sont à pourvoir dans 14 circonscriptions plurinominales de 3 à 16 sièges correspondants aux départements du Salvador selon leur population. Les 20 sièges restants le sont également à la proportionnelle mais dans une unique circonscription nationale. À partir de 2006, ces derniers sont éliminés, la totalité des sièges utilisant la proportionnelle dans des circonscriptions de 3 à 25 sièges. Mais le changement majeur intervient en 2012 avec l'introduction du panachage via des listes ouvertes.
Jusqu'en 2023, les 14 circonscriptions plurinominales comportaient de 3 à 24 sièges pour un total de 84. Le Président Nayib Bukele — dont le parti Nouvelles Idées (N) dispose d'une large majorité depuis les élections législatives de 2021 — soumet  cependant le 1er juin 2023 un projet de loi à l'assemblée qui réduit à 60 le nombre de députés, soit celui en vigueur avant la signature des Accords de paix de Chapultepec en 1992. Décrié par l'opposition qui voit dans cette fusion des circonscriptions une tentative de gerrymandering, la loi est votée le 7 juin suivant,,. Bukele défend la loi en avançant qu'elle permettra des économies de budget. Il rejette notamment les critiques de l'opposition en accusant les gouvernements sortants de n'avoir rien fait d'autres des accords — qu'il qualifie de farce — à part cette augmentation qui bénéficiait à leurs membres,.